# A Bizaardvark epizódjainak listája
Ez a lap Bizaardvark című amerikai televíziós sorozat epizódjait tartalmazza.

## Évados áttekintés
| Évad | Évad | Epizódok | Eredeti sugárzás | Eredeti sugárzás  | Magyar sugárzás      | Magyar sugárzás   |
| Évad | Évad | Epizódok | Évadpremier      | Évadfinálé        | Évadpremier          | Évadfinálé        |
| ---- | ---- | -------- | ---------------- | ----------------- | -------------------- | ----------------- |
|      | 1    | 20       | 2016. június 24. | 2017. január 27.  | 2016. szeptember 10. | 2017. december 8. |
|      | 2    | 22       | 2017. június 23. | 2018. április 13. | 2017. november 18.   | 2020. január 10.  |
|      | 3    | 21       | 2018. július 24. | 2019. április 13. | 2019. január 14.     | 2019. május 21.   |

## 1. évad
| #   | #   | Eredeti cím                            | Magyar cím                                                        | Rendezte             | Írta                                 | Eredeti premier      | Magyar premier       |
| --- | --- | -------------------------------------- | ----------------------------------------------------------------- | -------------------- | ------------------------------------ | -------------------- | -------------------- |
| 1.  | 1.  | First!                                 | Első!                                                             | David Kendall        | Kyle Stegina & Josh Lehrman          | 2016. június 24.     | 2016. szeptember 10. |
| 2.  | 2.  | Draw My Life                           | Életrajz                                                          | David Kendall        | Michael Curtis & Roger S.H. Schulman | 2016. július 10.     | 2016. november 22.   |
| 3.  | 3.  | Frankie Has a Hater                    | Az első gyűlölködő                                                | Savage Steve Holland | Eric Friedman                        | 2016. július 17.     | 2016. november 23.   |
| 4.  | 4.  | Superfan                               | A rajongó                                                         | David Kendall        | Heather Flanders                     | 2016. július 24.     | 2016. november 24.   |
| 5.  | 5.  | The Collab                             | A kollab                                                          | Savage Steve Holland | Kyle Stegina & Josh Lehrman          | 2016. július 31.     | 2016. november 28.   |
| 6.  | 6.  | Unboxing                               | Kicsomagolás                                                      | David Kendall        | Tim Brenner                          | 2016. augusztus 7.   | 2016. november 29.   |
| 7.  | 7.  | The First Law of Dirk                  | Dirk első törvénye                                                | David Kendall        | Kyle Stegina & Josh Lehrman          | 2016. augusztus 14.  | 2016. november 30.   |
| 8.  | 8.  | Best Friend Tag                        | Barinő Teg                                                        | Savage Steve Holland | Tracy Bitterolf & Miranda Russo      | 2016. szeptember 11. | 2016. december 1.    |
| 9.  | 9.  | Bernie's in Charge                     | Bernie a főnök                                                    | David Kendall        | Eric Friedman                        | 2016. szeptember 18. |                      |
| 10. | 10. | Pretty Con                             | Csini-kon                                                         | David Kendall        | Michael Curtis & Roger S.H. Schulman | 2016. szeptember 25. | 2016. december 6.    |
| 11. | 11. | Puff & Frankie                         | Puff és Frankie                                                   | Jon Rosenbaum        | Tim Brenner                          | 2016. október 2.     | 2016. december 7.    |
| 12. | 12. | Halloweenwark                          | Halloweenwark                                                     | David Kendall        | Eric Friedman                        | 2016. október 7.     | 2017. október 28.    |
| 13. | 13. | Spoiler Alert: Belissa Returns         | Belissa visszatér                                                 | Linda Mendoza        | Heather Flanders                     | 2016. október 23.    | 2016. december 5.    |
| 14. | 14. | Bizaardvark vs. Vicki 'Hot Head' Fuego | Bizaardvark 'Forrófejű' Vicki Fuego ellen: Egy csata az utókornak | Robbie Countryman    | Tracy Bitterolf & Miranda Russo      | 2016. november 6.    | 2017. március 18.    |
| 15. | 15. | Moosetashio: A Cautionary Tale         | Jávor-bajusz: Egy tanulságos mese                                 | Sean Mulcahy         | Kyle Stegina & Josh Lehrman          | 2016. november 13.   | 2017. március 25.    |
| 16. | 16. | Control (Plus) Alt (Plus) Escape!      | A nagy szökés                                                     | Jon Rosenbaum        | Eric Friedman                        | 2016. november 27.   | 2017. április 1.     |
| 17. | 17. | Agh, Humbug                            | Bernie nélkül...                                                  | Jon Rosenbaum        | Vincent Brown                        | 2016. december 11.   | 2017. december 8.    |
| 18. | 18. | Mom! Stop!                             | Anya! Elég!                                                       | Robbie Countryman    | Matthew Roman                        | 2017. január 13.     | 2017. április 8.     |
| 19. | 19. | Paige's Birthday Is Gonna Be Great     | Paige szülinapja szuper lesz!                                     | Jody Margolin Hahn   | Michael Curtis & Roger S.H. Schulman | 2017. január 20.     | 2017. november 4.    |
| 20. | 20. | In Your Space!                         | Itt a helyed!                                                     | Leslie Kolins Small  | Tim Brenner                          | 2017. január 27.     | 2017. november 11.   |

## 2. évad
| #   | #   | Eredeti cím                                       | Magyar cím                                      | Rendezte           | Írta                        | Eredeti premier      | Magyar premier       |
| --- | --- | ------------------------------------------------- | ----------------------------------------------- | ------------------ | --------------------------- | -------------------- | -------------------- |
| 21. | 1.  | First Day of School                               | Első nap az iskolában                           | Bob Koherr         | Kyle Stegina & Josh Lehrman | 2017. június 23.     | 2017. november 25.   |
| 22. | 2.  | Chocolate Bananas                                 | Csokoládés banánok                              | Jody Margolin Hahn | Tim Brenner                 | 2017. június 30.     | 2017. december 2.    |
| 23. | 3.  | The Doctor Will See You Now                       | A doktor most meg fog vizsgálni                 | Bob Koherr         | Jessica Kaminsky            | 2017. július 7.      | 2017. december 9.    |
| 24. | 4.  | Paige Bugs Out                                    | Paige lelép                                     | David Kendall      | Eric Friedman               | 2017. július 14.     | 2017. december 16.   |
| 25. | 5.  | Friend Fight!                                     | Baráti vita                                     | David Kendall      | Ron Rappaport               | 2017. július 28.     | 2018. január 6.      |
| 26. | 6.  | Hawkward                                          | Bagoly mizéria                                  | Adam Weissman      | Kyle Stegina & Josh Lehrman | 2017. augusztus 4.   | 2017. november 18.   |
| 27. | 7.  | Frankie and Amelia's Fun Friend Weekend           | Frankie és Amelia vicces baráti hétvégéje       | Sean Mulcahy       | Alex Fox & Rachel Lewis     | 2017. augusztus 11.  | 2018. január 20.     |
| 28. | 8.  | Frankie's Cheating Teacher                        | Frankie csalás tanára                           | David Kendall      | Kyle Stegina & Josh Lehrman | 2017. augusztus 18.  | 2018. január 27.     |
| 29. | 9.  | Softball: The Musical                             | Softball: A musical                             | Robbie Countryman  | Eric Friedman               | 2017. augusztus 25.  | 2018. február 3.     |
| 30. | 10. | Yes and No                                        | Igen és nem                                     | Robbie Countryman  | Ron Rappaport               | 2017. szeptember 15. | 2018. február 10.    |
| 31. | 11. | Science (Un)Fair                                  | A tudomány tisztesség(telenség)e                | Sean Mulcahy       | Jessica Kaminsky            | 2017. szeptember 22. | 2018. május 19.      |
| 32. | 12. | Promposal Problems                                | Bálajánlati gondok                              | A. Laura James     | Tim Brenner                 | 2017. szeptember 29. | 2018. május 26.      |
| 33. | 13. | Halloweenvark: Part Boo!                          | Halloweenvark: A húú rész                       | Jon Rosenbaum      | Kyle Stegina & Josh Lehrman | 2017. október 6.     | 2018. június 2.      |
| 34. | 14. | A Killer Robot Christmas                          | Egy gyilkos robot karácsonya                    | Robbie Countryman  | Amy-Jo Perry                | 2017. december 8.    | 2020. január 10.     |
| 35. | 15. | Clash of the Superfans                            | A szuperrajongók összecsapása                   | Jody Margolin Hahn | Alex Fox & Rachel Lewis     | 2018. február 23.    | 2018. június 9.      |
| 36. | 16. | Don't Think, Just Dare                            | Ne gatyázz, kockáztass                          | Erika Kaestle      | Vincent Brown               | 2018. március 2.     | 2018. június 16.     |
| 37. | 17. | Bernie Moves Out                                  | Bernie elköltözik                               | A. Laura James     | Eric Friedman               | 2018. március 9.     | 2018. június 23.     |
| 38. | 18. | The BFF (Before Frankie Friend)                   | A FBE (Frankie barátsága Előtt)                 | David Kendall      | Ron Rappaport               | 2018. március 16.    | 2018. június 30.     |
| 39. | 19. | Amelia's Perfectly Imperfect Volleyball Adventure | Amelia tökéletesen tökéletlen röplabda kalandja | Jon Rosenbaum      | Jessica Kaminsky            | 2018. március 23.    | 2018. szeptember 8.  |
| 40. | 20. | Paige Is Wrong                                    | Paige-nek nincs igaza                           | Jon Rosenbaum      | Tim Brenner                 | 2018. március 30.    | 2018. szeptember 15. |
| 41. | 21. | Spring Break Video Spectacular                    | Feledhetetlen video a tavaszi szünetben         | Robbie Countryman  | Matt Roman                  | 2018. április 6.     | 2018. szeptember 29. |
| 42. | 22. | Her, Me, and Hermie                               | Ő, én és Hermie                                 | Bob Koherr         | Alex Fox & Rachel Lewis     | 2018. április 13.    | 2018. szeptember 22. |

## 3. évad
| #   | #   | Eredeti cím                          | Magyar cím                            | Rendezte           | Írta                                            | Eredeti premier    | Magyar premier   |
| --- | --- | ------------------------------------ | ------------------------------------- | ------------------ | ----------------------------------------------- | ------------------ | ---------------- |
| 43. | 1.  | The Summer of Us                     | Ez a nyár a miénk                     | Jon Rosenbaum      | Eric Friedman                                   | 2018. július 24.   | 2019. január 14. |
| 44. | 2.  | Two Me's in a Pod                    | Amelia kettő...?!                     | Jon Rosenbaum      | Ron Rappaport                                   | 2018. július 26.   | 2019. január 15. |
| 45. | 3.  | House Moms                           | Pótanyák                              | Jon Rosenbaum      | Jessica Kaminsky                                | 2018. július 31.   | 2019. január 16. |
| 46. | 4.  | No Way, Whoa!                        | Ne már, húha!                         | David Kendall      | Justin Varava                                   | 2018. augusztus 2. | 2019. január 17. |
| 47. | 5.  | Tree's Company                       | Hárman együtt                         | Sean Mulcahy       | Tim Brenner                                     | 2018. augusztus 7. | 2019. január 18. |
| 48. | 6.  | Summer Schooled                      | Nyári suli                            | Erika Kaestle      | Alex Fox & Rachel Lewis                         | 2018. augusztus 9. | 2019. január 21. |
| 49. | 7.  | Halloweenvark Part 3: Mali-Boo!      | Halloweenvark, 3. rész – Mali-bú!?    | Jon Rosenbaum      | Tim Brenner                                     | 2018. október 5.   | 2019. január 22. |
| 50. | 8.  | Holiday Video Sketchtacular          | Ünnepi Videó Szkeccs-kavalkád         | Sean Mulcahy       | Katya Lidsky & Erin Pineda                      | 2018. december 7.  | 2019. január 23. |
| 51. | 9.  | Who Is Horse Face Guy?               | Ki az a Lófejű Srác?                  | Robbie Countryman  | Matt Roman                                      | 2019. január 19.   | 2019. január 25. |
| 52. | 10. | Where There's a Willow There's a Way | Willow, a cukiság maga                | Jody Margolin Hahn | Cailan Rose                                     | 2019. január 26.   | 2019. május 6.   |
| 53. | 11. | House Band                           | Házibanda                             | Jody Margolin Hahn | Eric Friedman                                   | 2019. február 2.   | 2019. május 7.   |
| 54. | 12. | Eye of the Duckworth                 | Versenyszellem                        | David Kendall      | Ron Rappaport                                   | 2019. február 9.   | 2019. május 8.   |
| 55. | 13. | Bernie's Cousin Ernie                | Bernie unokatesója, Ernie             | Sean Mulcahy       | Tim Brenner                                     | 2019. február 16.  | 2019. május 10.  |
| 56. | 14. | Paige's Way vs. Frankie's Way        | Paige módszere Frankie módszere ellen | A. Laura James     | Jessica Kaminsky                                | 2019. február 23.  | 2019. május 9.   |
| 57. | 15. | PK in da House                       | PK a házban                           | Robbie Countryman  | Cailan Rose                                     | 2019. március 2.   | 2019. május 13.  |
| 58. | 16. | Bizaardvark Changes Lives            | A Bizaardvark életeket változtat meg  | Marian Deaton      | Justin Varava                                   | 2019. március 9.   | 2019. május 14.  |
| 59. | 17. | A Capella Problems                   | Akapella gondok                       | Jon Rosenbaum      | Alex Fox & Rachel Lewis                         | 2019. március 16.  | 2019. május 15.  |
| 60. | 18. | The Stand-Up Standoff                | A stand-up holtpontja                 | Jody Margolin Hahn | Eric Friedman                                   | 2019. március 23.  | 2019. május 16.  |
| 61. | 19. | BizzRipOffs                          | Bizzripoffok                          | Erika Kaestle      | Ron Rappaport                                   | 2019. március 30.  | 2019. május 17.  |
| 62. | 20. | Rozes Are Red                        | A rozsák pirosak                      | Jon Rosenbaum      | Jessica Kaminsky                                | 2019. április 6.   | 2019. május 20.  |
| 63. | 21. | The End of the Beginning             | A kezdet vége                         | Jon Rosenbaum      | Savannah Kopp (sztori) Eric Friedman (teleplay) | 2019. április 13.  | 2019. május 21.  |

## Minisorozat
| #   | Eredeti cím             | Magyar cím        | Eredeti premier  | Magyar premier    |
| --- | ----------------------- | ----------------- | ---------------- | ----------------- |
| 1.  | BizaArmBox              | Nem került adásba | 2017. május 9.   | Nem került adásba |
| 2.  | BizaArm Wrestling       | Nem került adásba | 2017. május 9.   | Nem került adásba |
| 3.  | BizHard Time            | Nem került adásba | 2017. május 10.  | Nem került adásba |
| 4.  | BizaArtists             | Nem került adásba | 2017. május 11.  | Nem került adásba |
| 5.  | BizaArxercise           | Nem került adásba | 2017. május 12.  | Nem került adásba |
| 6.  | BizaAnticipation        | Nem került adásba | 2017. június 19. | Nem került adásba |
| 7.  | BizaRock Paper Scissors | Nem került adásba | 2017. június 20. | Nem került adásba |
| 8.  | BizaArtifacts           | Nem került adásba | 2017. június 21. | Nem került adásba |
| 9.  | BizaArmed & Dangerous   | Nem került adásba | 2017. június 22. | Nem került adásba |
| 10. | BizHaircut              | Nem került adásba | 2017. június 23. | Nem került adásba |
| 11. | BizaArgentina           | Nem került adásba | 2017. június 28. | Nem került adásba |
| 12. | BizaArmageddon          | Nem került adásba | 2017. július 7.  | Nem került adásba |
| 13. | BizaAroma               | Nem került adásba | 2017. július 14. | Nem került adásba |
| 14. | BizFeet                 | Nem került adásba | 2017. július 21. | Nem került adásba |